# Plastic Bertrand
Plastic Bertrand, pseudonimo di Roger Allen François Jouret (Bruxelles, 24 febbraio 1954), è un cantante, musicista e ballerino belga.

## Biografia
Roger Jouret ha iniziato la carriera come batterista nel gruppo punk Hubble Bubble, che ha pubblicato nel 1974 l'album omonimo Hubble Bubble (Barclay Records). In questo periodo ha anche incontrato per la prima volta il produttore e interprete Lou Deprijck (frontman dei Two Man Sound), con cui continuerà a collaborare. Nel 1975 ha preso il nome d'arte e pubblicato il suo primo singolo.
La sua canzone Ça plane pour moi del 1977 è stata un successo in svariati paesi europei e pur con il testo in francese è entrata anche nella top 10 inglese: è considerata ancora oggi uno dei grandi classici punk-new wave-pop (in particolare, i gruppi The Presidents of the United States of America, Telex, Sonic Youth e la cantante Leila K ne hanno fatto versioni cover). Poco tempo dopo cominciò a circolare la voce secondo cui Ça plane pour moi non sarebbe stata cantata da Plastic Bertrand ma da Lou Deprijck.
All'inizio degli anni ottanta Bertrand si è trasferito a Milano e in breve tempo è diventato un vero idolo delle ragazzine italiane grazie a due singoli di notevole successo, Hula Hoop (estate 1981) e Ping Pong (presentato al Festival di Sanremo nel 1982).
Plastic Bertrand ha gareggiato per il Lussemburgo all'Eurovision Song Contest del 1987 con il pezzo Amour amour, arrivato solo al penultimo posto.
Nel 2001 ha partecipato alla trasmissione italiana La notte vola, gara musicale tra i brani più famosi degli anni ottanta, nella quale ha riproposto il suo successo del 1982 Ping Pong.
È stato direttore-presentatore di una Star Academy belga organizzata dalla RTL-TVi nel 2002, che ha però riportato scarso successo.
Il 28 luglio 2010 ha confessato al quotidiano belga Le Soir che fu effettivamente Lou Deprijck a cantare nella registrazione di Ça plane pour moi nonché nei suoi primi quattro album. Bertrand era stato infatti preferito dalla casa discografica per il suo aspetto e per la coreografia adottata durante le esibizioni.

## Discografia

### Album
- 1978 – AN1
- 1979 – J'te fais un plan
- 1980 – L'album
- 1981 – Plastiquez vos baffles
- 1981 – Grands succès/Greatest Hits
- 1983 – Chat va
- 1988 – Pix
- 1994 – Suite diagonale
- 2002 – Ultraterrestre
- 2009 - Dandy Bandit
- 2020 - L'expérience humaine

### Singoli
- 1975 : New Promotion
- 1977 : Ça plane pour moi
- 1978 : Le petit toptillard
- 1978 : Bambino
- 1978 : Super Cool
- 1978 : Sha La La La Lee
- 1978 : Tout petit la planète
- 1979 : Sentimentale moi
- 1979 : Le monde est merveilleux
- 1979 : Sans amour
- 1979 : Téléphone à téléphone mon bijou
- 1980 : Hula Hoop
- 1981 : Jacques Cousteau
- 1981 : La star à pécole
- 1982 : L'amour Ok
- 1982 : Ping Pong
- 1982 : Duo avec Nathalie
- 1983 : Mon nez mon nez
- 1983 : Chat
- 1983 : Major Tom
- 1983 : Gueule d'amour
- 1985 : Astérix est là
- 1986 : Je l'jure
- 1986 : Let's Slow Again
- 1987 : Amour, Amour
- 1988 : Démente a la menthe
- 1989 : Slave To The Beat
- 1990 : Sex Tabou
- 1990 : House Machine
- 1994 : Les joueurs de Tchik Tchik
- 2002 : Play Boy
- 2003 : Plasticubration
- 2005 : Machine/Remixes (con Dj Frigid)
- 2009 : 4 Love (con Alec Mansion)
- 2012 : Notre liberté